# Maria Conca i Martínez
Maria Conca i Martínez   (Beneixama, 1948) és una escriptora, lingüista i paremiòloga valenciana. Està especialitzada en llengua i cultura catalanes, és professora de la Universitat de València i militant del Partit Socialista d'Alliberament Nacional (PSAN).

## Trajectòria
Filla de llauradors, els primers anys van transcórrer al seu poble, Beneixama, en un ambient rural. Amb catorze anys hi va començar a treballar en una fàbrica de nines, el seu primer sou era de 20 duros. Més tard va saber compaginar treball i estudis i sempre es va considerar una treballadora de l'ensenyament.
Des de molt jove va començar la relació amb qui després seria el seu marit, el matemàtic Josep Guia, i amb el qual també compartiria tant l'activitat política com, més tard, la professional en el camp de la filologia. Fruit d'aquesta primerenca relació va ser l'aprofundiment en l'estudi de la llengua catalana, ja que fins llavors la parlava, però no l'escrivia. Ell li va suggerir que escrivissin com parlaven, en valencià, i en aquesta llengua es va desenvolupar la seva relació. Els seus primers escrits en català van ser cartes d'amor.
La seva carrera professional va començar com a mestra, passant més tard a la universitat. Va ser una de les primeres a ensenyar en català al País Valencià. El 1994, va obtenir el doctorat en Filologia Catalana i la seva carrera es va centrar en l'ensenyament de la llengua i cultura catalanes, així com en la recerca de l'àrea fraseològica i paremiològica. Després de la seva jubilació, va ser nomenada professora honorària de la Universitat de València. El 2017, la Societat Coral El Micalet li va atorgar el Miquelet d'Honor per la seva tasca en pro de la cultura, la llengua i la identitat nacional.

### Activisme
En els primers anys 1970, va impulsar i cofundà el PSAN, vivint els últims anys de la dictadura franquista sense deslliurar-se de sofrir repressió. Més tard, amb l'arribada dels fills i l'haver de compaginar treball i família, va passar a un segon pla en l'activitat política, realitzant tasques «menys vistoses, però més efectives», segons les seves pròpies paraules.
Havia començat a adquirir consciència nacional després de la lectura de Nosaltres, els valencians de Joan Fuster, però va ser després d'instal·lar-se a València per prosseguir els seus estudis quan va començar a moure's en cercles valencianistes, perquè «si teníem una llengua, una cultura i pertanyíem a una nació més àmplia, que era Catalunya, llavors hauríem de ser també subjectes polítics». Va coincidir amb l'època de la Llibreria Concret i la Llibreria Tres i Quatre, la Nova Cançó, les manifestacions contra la Guerra del Vietnam, etc. L'any 1973, va acudir a Prada, a la Universitat Catalana d'Estiu, on va tenir l'oportunitat de conèixer diferents partits polítics i la seva ideologia, entrant en contacte amb militants del PSAN.
Va ser de les primeres a impartir classes en català al País Valencià i va treballar activament en el moviment de mestres i en l'organització de les Escoles d'Estiu. El primer intent va ser el 1975, però ho van prohibir. Més tard, el 1976, 1977 i 1978 sí que es van realitzar, arribant a congregar un miler de mestres que es pagaven la seva matrícula perquè volien aprendre com introduir el català a l'escola. Aquelles escoles es van convertir més tard en tot un moviment pedagògic que va anar creixent. Dins d'aquesta activitat política-pedagògica, Conca va escriure, en col·laboració amb altres autors, Escola i llengua al País Valencià (1976).
En l'àmbit dels seus compromisos cívics, polítics i feministes, Conca va publicar, normalment en col·laboració amb Josep Guia, un bon nombre d'articles i va donar conferències arreu dels Països Catalans. Nogensmenys, sempre s'ha mostrat una ferma defensora de la independència econòmica i dels drets de les dones.
Dins d'aquest compromís, es destaquen els següents treballs:
- «Noves dades sobre presos i presons del primer temps de la repressió franquista a Alacant», Revista del Vinalopó (2009)
- «Anàlisi d'un sumaríssim d'urgència: el 7545 d'Alacant, contra Vicent Conca Amorós, alcalde de Beneixama», Cahiers de Prohemio, 11 (2010)
- «Tres voltes rebel: El compromís nacional, de classe i feminista de Maria-Mercè Marçal (PSAN 1976-1980)», III Jornades Marçalianes: Obertures teòriques i polítiques en l'obra de Maria-Mercè Marçal des de la perifèria (2010)

Entre moltes altres iniciatives del seu compromís amb la llengua, la cultura i el País Valencià, s'afegeixen a més, la creació de la revista La Llobera (1978), la fundació de l'associació cultural La Quarantameula, la participació en la campanya «No trenquem la comarca. Per la unitat de l'Alcoià-Comtat» (1986) i la creació de l'Institut d'Estudis de les Valls de Mariola (2009).
A més de les àrees pedagògiques com a activista en favor de l'ensenyament en català, ha destacat en l'estudi de les paremiologia en general i especialment en la catalana, amb obres teòriques i col·leccions. Es va doctorar amb una tesi sobre els proverbis catalans basada en un corpus del segle xvi. La tesi es va publicar com Teoria i història dels proverbis catalans. Aplicació a un corpus paremiològic del segle XVI (1995). La seva tasca investigadora en el camp de la paremiologia, al costat de Josep Guia, continua oferint nous treballs, que publica en diferents llengües: català, castellà, francès i anglès. A més ha col·laborat habitualment en les revistes Perspectiva Escolar, Lluita, L'Espill i Caplletra.

## Llibres
- Escola i llengua al País Valencià (1976), en col·laboració amb Marisa Lacuesta, Carme Miquel, Vicent Moliner i Tere Pitxer
- En l'olivera dels cimals alts (1982)
- Paremiologia (1987)
- Els refranys catalans (1988)
- Teoria i història dels proverbis catalans. Aplicació a un corpus paremiològic del segle XVI (1995)
- Els primers reculls de proverbis catalans (1996), en col·laboració amb Josep Guia
- Text i gramàtica. Teoria i pràctica de la competència discursiva (1998), en col·laboració amb Adela Costa, Maria Josep Conca i Gemma Lluch
- El Tractat d'Almisrà (editora) (2008)
- La fraseologia. Principis, mètode i aplicacions (2014), en col·laboració amb Josep Guia
- A frec del seu nom. Vida, obra i lluita de Xavier Romeu (2018), en col·laboració amb Josep Guia